# Hackle

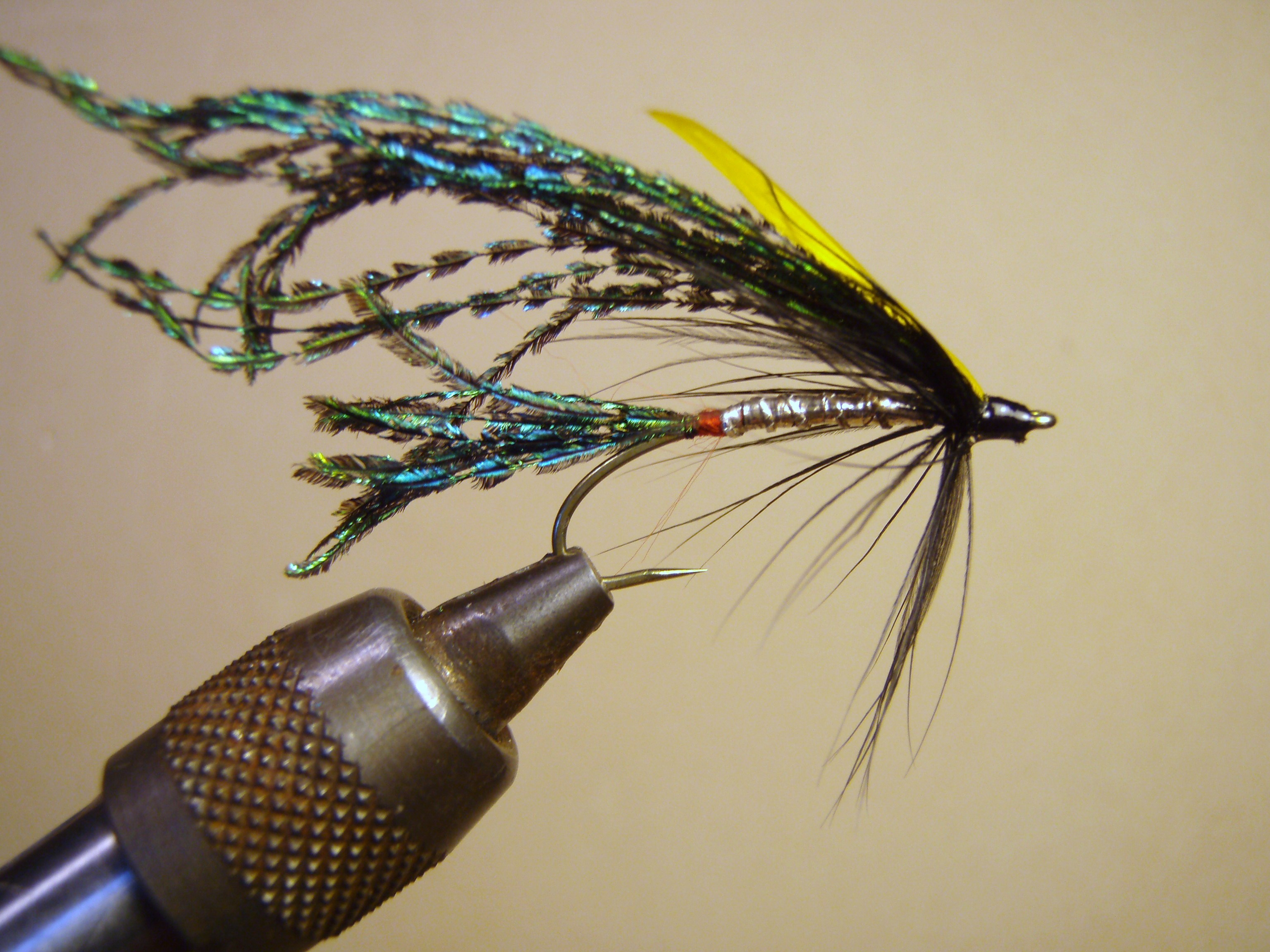
Mouche de pêche

Les hackles sont des plumes longues et fines issues de la partie arrière de certaines races de coqs domestiques. Ces plumes servent à la conception de mouches de pêche.